# EBU Circuit 1994/95
Der EBU Circuit 1994/1995 war die achte Auflage dieser europäischen Turnierserie im Badminton.

## Die Wertungsturniere
| Nr. | Turnier                              | Austragungsort    |
| --- | ------------------------------------ | ----------------- |
| 1   | Malmö International 1994             | Malmö             |
| 2   | Czech International 1994             | Kladno            |
| 3   | Slovenia International 1994          | Ljubljana         |
| 4   | Hungarian International 1994         | Budapest          |
| 5   | Norwegian International 1994         | Sandefjord        |
| 6   | Bulgarian International 1994         | Sofia             |
| 7   | Welsh International 1994             | Cardiff           |
| 8   | Irish Open 1994                      | Dublin            |
| 9   | Portugal International 1995          | Lissabon          |
| 10  | La Chaux-de-Fonds International 1995 | La Chaux-de-Fonds |
| 11  | French Open                          | Paris             |
| 12  | Polish International 1995            | Spała             |
| 13  | Amor International 1995              | Groningen         |
| 14  | Austrian International 1995          | Linz              |
| 15  | Victor Cup 1995                      | Salzgitter        |

1. ↑  Grand-Prix-Turnier.